# Imma crocophragma
Imma crocophragma är en fjärilsart som beskrevs av Edward Meyrick 1930. Imma crocophragma ingår i släktet Imma och familjen Immidae. Inga underarter finns listade i Catalogue of Life.